# Réserve naturelle provinciale Bonheur River Kame
La réserve naturelle provinciale Bonheur River Kame (anglais : Bonheur River Kame Provincial Nature Reserve) est une réserve naturelle de l'Ontario situé dans le district de Kenora.

## Localisation
La réserve est située à 35 km à l'est de Ignace.

## Géologie
La réserve protège un kame ayant une élévation de 80 m au-dessus du paysage environnant. 